# Bertil Blomqvist
Karl Bertil Blomqvist, född 8 november 1939 i Boden, är en svensk fackföreningsledare. 
Blomqvist, som är son till reparatör Allan Blomqvist och Linnéa Olovsson, avlade ingenjörsexamen i Örnsköldsvik 1962 och blev filosofie kandidat vid Stockholms universitet 1973. Han var anställd vid Statens Järnvägar i Kiruna 1957–1960, vid Saab AB i Linköping 1963–1965, vid Asea i Västerås och Sundsvall 1965–1968, vid Svenska Industritjänstemannaförbundet i Sundsvall 1968–1969, i Eskilstuna 1969–1971 och Svenska Industritjänstemannaförbundet i Stockholm sedan 1972. Han var förhandlingschef 1982–1985 och efterträdde sistnämnda år Ingvar Seregard som ordförande i Privatjänstemannakartellen, en post som hade innehade till 1991. Blomqvist var därefter förste ombudsman i Svenska Industritjänstemannaförbundet.